# Oreopsyche pyrenaella
Oreopsyche pyrenaella är en fjärilsart som beskrevs av Herrich-Schäffer 1852. Oreopsyche pyrenaella ingår i släktet Oreopsyche och familjen säckspinnare. Inga underarter finns listade i Catalogue of Life.